# سیارک ۵۶۶

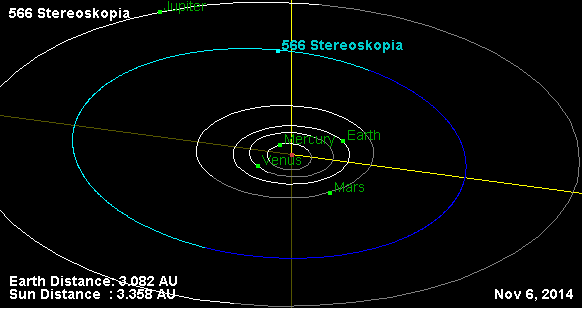
نمایی از محل قرارگیری سیارک ۵۶۶ در مدار – ۲۰۱۴

سیارک ۵۶۶ (به انگلیسی: 566 Stereoskopia، نامگذاری:1905QO) پانصد و شصت و ششمین سیارک کشف شده‌است که در ۲۸ مه ۱۹۰۵ و در هایدلبرگ کشف شد.
قدر مطلق سیارک برابر ۸٫۰۳ است.